# The Nazi Kultur in Poland
The Nazi Kultur in Poland – praca napisana w Warszawie podczas okupacji hitlerowskiej przez kilku autorów w 1941. W 1942 przekazana poprzez działaczy polskiego podziemia do Wielkiej Brytanii. Strona tytułowa pracy głosiła wtedy: „Zespół autorów z konieczności czasowo anonimowych”.
Jej autorami byli specjaliści w wymienianych w dokumencie dziedzinach kultury, m.in.: Stanisław Lorentz, Bogdan Suchodolski, Józef Grycz, pod redakcją profesora Wacława Borowego. Angielska edycja opatrzona była słowem wstępnym poety Johna Masefielda.
Liczy 21 rozdziałów. Ukazuje ogrom strat poniesionych przez Polskę, w szczególności przez jej stolicę Warszawę, od początku II wojny światowej. Porusza przede wszystkim problem zniszczeń architektonicznych. Dużą uwagę poświęca tragicznej sytuacji Zamku Królewskiego. Opisywane są także trudne warunki, w jakich znalazły się kościoły, placówki naukowe i oświatowe, muzea, biblioteki i ich zbiory, księgarnie, wydawnictwa, pomniki, zabytki. Omawia problemy związane z czytelnictwem w okupowanej przez hitlerowców Polsce, prasą, radiem, muzyką, teatrem, filmem.
Praca była publikowana w Londynie (nakładem His Majesty’s Stationery Office) i Nowym Jorku pod tym tytułem. Obok niej, o podobnej tematyce powstały także: German destruction of cultural life in Poland, Cultural losses of Poland, Index of Polish cultural losses during the German occupation 1939–1943. Jej fragmenty znajdują się w 2. tomie książki Walka o dobra kultury. Warszawa 1939–1945. pod redakcją Stanisława Lorentza.